# Extreme Sports Channel
Extreme Sports Channel is een Europese betaalzender, die op 1 mei 1999 werd gelanceerd vanuit Amsterdam. Zowel het merk Extreme als de tvzender zijn bedacht en ontwikkeld door Alistair Gosling. De zender zendt extreme en avontuurlijke sporten uit, zoals windsurfen, skateboarden, snowboarden, wakeboarden, motorcross, BMX en FMX.

## Geschiedenis
In 1998 zocht de oprichter van Extreme International, Alistair Gosling, naar potentiële investeerders voor een nieuwe tvzender voor extreme en avontuurlijke sporten. Het Europese kabelbedrijf UPC toonde interesse en samen lanceerden zij op 1 mei 1999 Extreme Sports Channel in Nederland, in 2000 volgde het Verenigd Koninkrijk.
In 2005 verkocht Gosling zijn aandeel in de zender aan Liberty Global, die inmiddels ook eigenaar was geworden van UPC. Extreme Sports Channel werd ondergebracht bij Liberty Globals andere dochteronderneming, Chellomedia. Onder haar hoede werd de zender in januari 2006 verder gelanceerd in Polen en later in datzelfde jaar in Frankrijk.
Tot de zomer van 2006 was de zender ongecodeerd te ontvangen in het Verenigd Koninkrijk, maar het werd toen onderdeel van Sky Limited en werd het dus een betaalzender.
Op 28 november 2011 ging de zender in breedbeeld (16:9) uitzenden en op 1 februari 2012 over naar HD.
Op 2 februari 2014 werd Chellomedia overgenomen door AMC Networks en vervolgens op 8 juli 2014 gewijzigd in AMC Networks International.
Op 30 juni 2022 is Ziggo gestopt met het doorgeven van Extreme Sports Channel.
Lijst van televisiekanalen in Nederland